# Epirhyssa bicolorata
Epirhyssa bicolorata là một loài tò vò trong họ Ichneumonidae.